# Christian Ernst Neeff

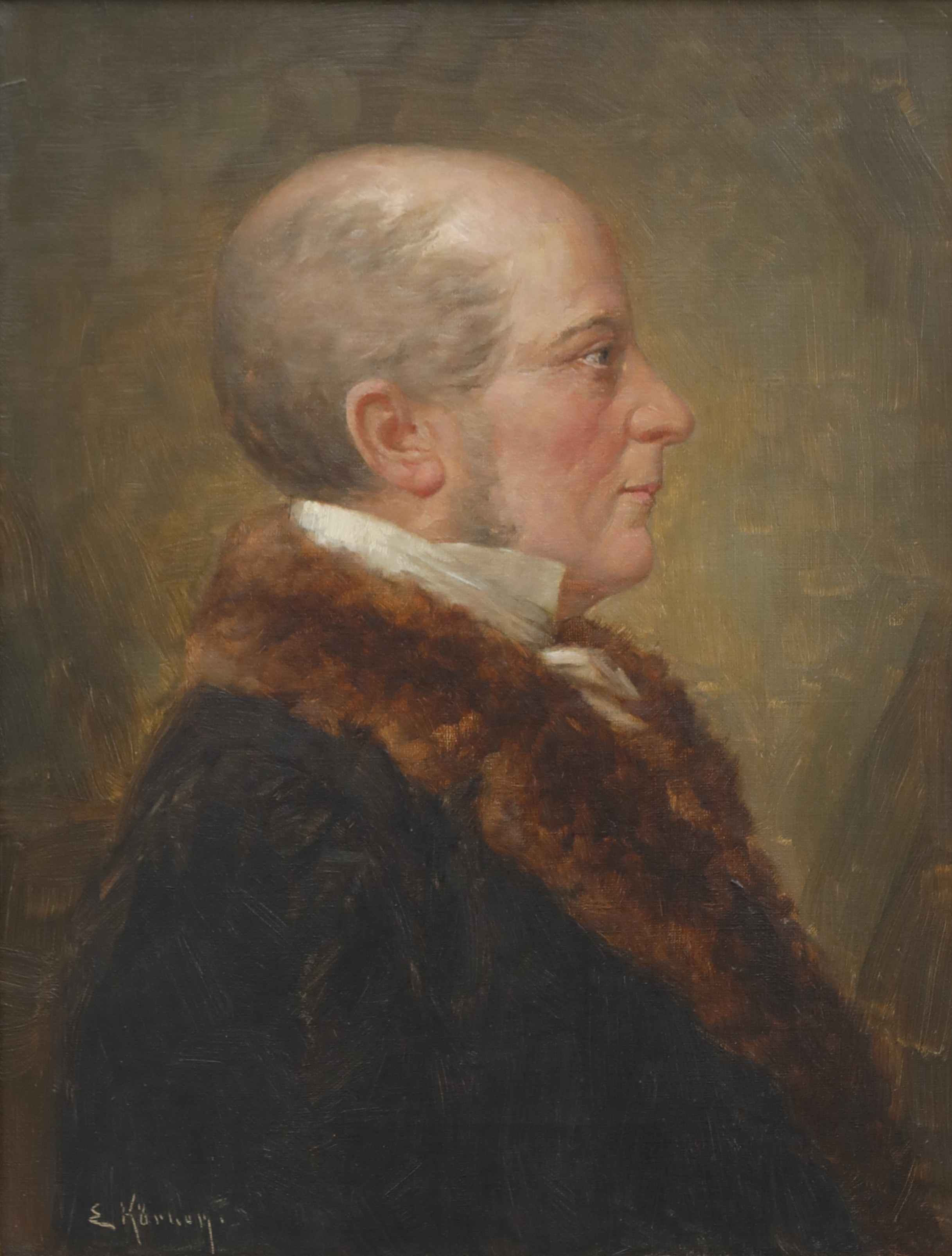
Porträt von Christian Ernst Neeff, entstanden nach seinem Tod nach unbekannter Vorlage

Christian Ernst Neeff (* 23. August 1782 in Frankfurt am Main; † 15. Juli 1849 ebenda) war ein Mediziner.

## Leben
Der Sohn aus einer Handwerkerfamilie studierte zunächst ab 1800 Theologie an der Universität Jena, wandte sich aber bald der Heilkunde zu, ab 1804 in Marburg, dann ein halbes Jahr in Göttingen sowie in Würzburg. Am 24. September 1808 promovierte er in Erlangen.
1809 wurde er Arzt in Frankfurt. Am 4. November 1812 wurde er vom Fürsten Primas bei der Stiftung der medicinischen Specialschule zum Professor der Pathologie ernannt. Im Herbst 1813 war er Arzt an den Militärlazaretten, ab 1814 Physicus extraordinarius und 1818 zum Landphysicus für den Landbezirk der Freien Stadt Frankfurt ernannt.
1815 wurde er Arzt am Senckenbergischen Bürgerhospital, wozu auch die Aufsicht über die Bibliothek, die Sammlungen der Senckenbergischen Stiftung und den botanischen Garten gehörte. Bis 1831 hielt auch Vorlesungen über Botanik. 1817 war er Mitstifter der Senckenbergischen Naturforschenden Gesellschaft (SNG). Er interessierte sich, wie auch andere Ärzte, für Elektromedizin. Am 3. August 1819 wurde er mit dem Beinamen Euergetes II. zum Mitglied (Matrikel-Nr. 1138) der Leopoldina gewählt.
1824 war Neeff entscheidend an der Gründung des Physikalischen Vereins beteiligt. Er hielt am 24. November 1824 die Eröffnungsrede des Vereins, experimentierte selbst in dessen physikalischem Museum und sprach auf wissenschaftlichen Tagungen. Bis 1843 war er mehrfach Vorsitzender des Vereins.
1835 stellte er auf der Naturforscherversammlung in Bonn sein Blitzrad vor. 1836 stellte er auf der Jahresfeier der Senckenbergischen Gesellschaft Johann Philipp Wagners Rotationsapparat vor. Im gleichen Jahr berichtete er über Sternschnuppenfälle. 1845 machte er Untersuchungen über das Verhältniß der elektrischen Polarität zu Licht und Wärme. Er veröffentlichte seine Forschungen im Journal für Chemie und Physik, später in den Annalen der Physik und Chemie.

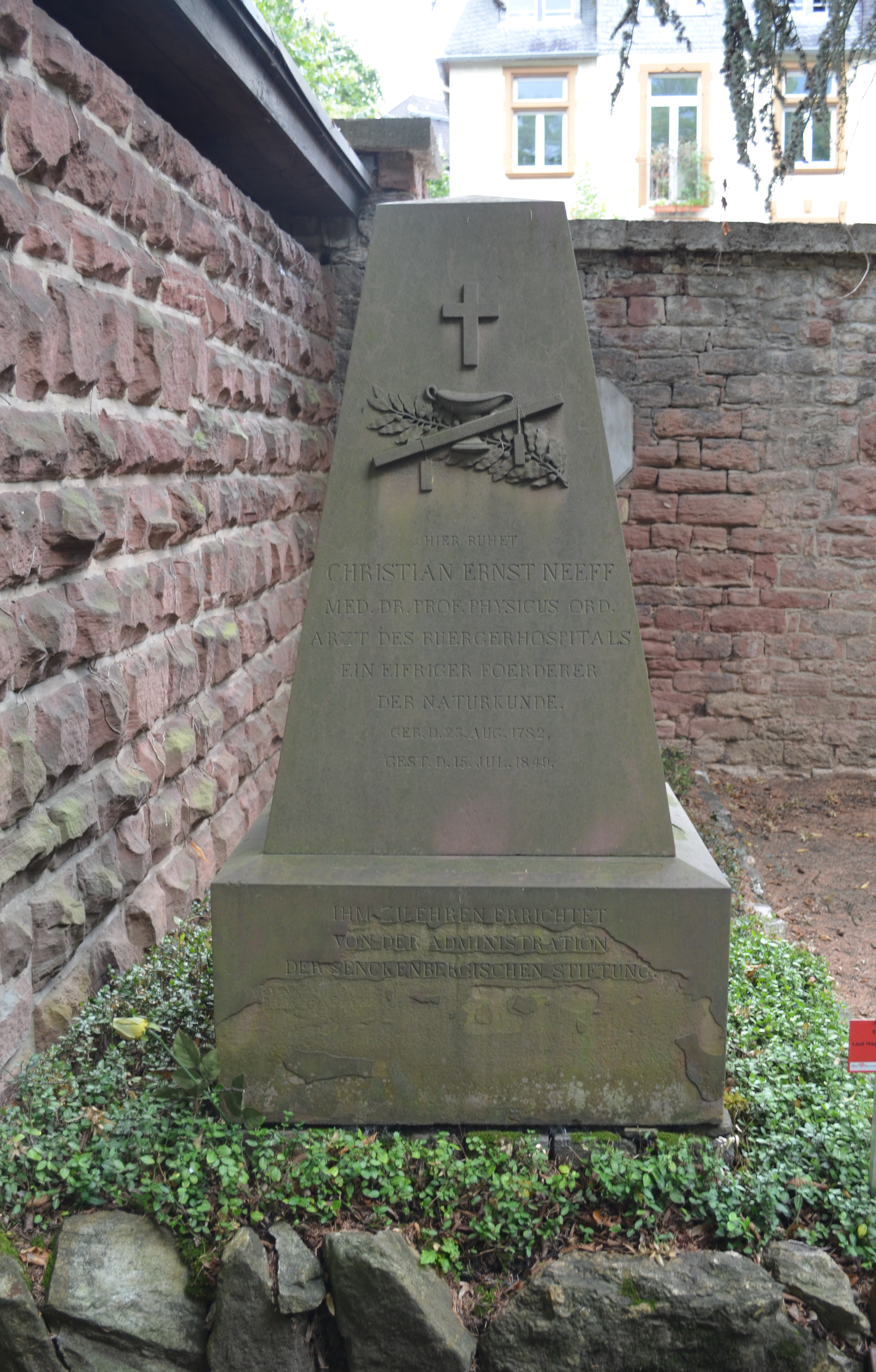
Grab von Christian Ernst Neeff

1846 legte er gesundheitsbedingt die Stelle als Hospitalarzt nieder.
Neeff hatte 1811 geheiratet, seine Frau war allerdings bereits 1812 auf dem Kindbett verstorben.

## Ehrungen
An ihn erinnerte bis zur Umbenennung 2020 der Christian Ernst Neeff-Umweltpreis des Physikalischen Vereins für gesellschaftlich relevante Arbeiten über Umwelt und Technik. Nach ihm ist der Asteroid (224831) Neeffisis (2006 WV129) benannt.
Christian Ernst Neeff ist auf dem Frankfurter Hauptfriedhof begraben. Sein Grab wurde zum Ehrengrab erklärt und steht unter Denkmalschutz.

## Belege
1. 1 2  Heinz Fricke (Hrsg.): 150 Jahre Physikalischer Verein Frankfurt a. M. 1. Auflage. Physikalischer Verein, Frankfurt 1974, DNB 750868783, Die Gründer des Vereins, S. 10 f.
2. ↑  Der Umweltpreis des Physikalischen Vereins. In: Website des Physikalischen Verein. Abgerufen am 23. Mai 2025.
3. ↑  Benannte Entdeckungen der Hans-Ludwig-Neumann-Sternwarte

| Personendaten    | Personendaten                         |
| ---------------- | ------------------------------------- |
| NAME             | Neeff, Christian Ernst                |
| KURZBESCHREIBUNG | deutscher Mediziner und Naturforscher |
| GEBURTSDATUM     | 23. August 1782                       |
| GEBURTSORT       | Frankfurt am Main                     |
| STERBEDATUM      | 15. Juli 1849                         |
| STERBEORT        | Frankfurt am Main                     |